# 印支灰叶猴
印支灰叶猴（学名：Trachypithecus crepusculus）一种分布于中南半岛和中国云南省南部的灵长类动物，曾被认为属于菲氏叶猴（Trachypithecus phayrei）的一个亚种，遗传学研究表明印支灰叶猴与菲氏叶猴其他两个亚种的遗传距离已达到物种的水平，故印支灰叶猴被确立为一个独立有效物种。现属于中国国家一级保护野生动物。